# Jordi Castell
Jordi Andree Castell Abusleme (San Fernando, 3 de noviembre de 1966) es un fotógrafo, pintor y comentarista de espectáculos chileno , pareja del músico nacional Alejandro Barrera, vocalista de altibajos 

## Biografía
Durante su infancia, su padre abandonó a Jordi y a su madre, Mildred Abusleme de la Vega y sus 2 hermanos son: María José y Alfredo, al irse a vivir a Francia. Castell fue criado por su madre y la familia de ésta; por lo tanto él considera a su abuelo Salvador Abusleme como la gran figura paterna de su vida, y ha declarado que tras haber conocido a su padre en los años 1990, ha cerrado ese capítulo. Castell estudió en el Instituto San Fernando, colegio Marista de su ciudad natal. Luego al radicarse en Talca, estudió en el Liceo Abate Molina, para que posteriormente terminar la enseñanza media en Curicó, en el Liceo Luis Cruz Martínez. Tras vivir unos años en las ciudades de Talca y Curicó se radica en la capital, en donde ingresó a la carrera de comunicación audiovisual en la UNIACC, y luego en 1994 realizó un Máster en la Escuela de Fotografía Catalana, en Barcelona, España.
Castell también se desempeñó como director académico de la Escuela de Dirección de arte de la UNIACC.

## Carrera
Ha trabajado como asesor de imagen en diferentes medios de comunicación y empresas. Durante once años trabajó como retratista en el diario El Mercurio, participando en suplementos y secciones del periódico como Zona de Contacto, Ya, Vivienda y Decoración, entre otros. Fue columnista en las revistas Blank y Arte al límite. 
Durante su carrera ha montado siete exposiciones individuales y veintidós colectivas, además de ser gestor y curador de diversos proyectos fotográficos.
Castell ha incursionado en el mundo de la televisión. Comenzó como comentarista de espectáculos en el programa nocturno de TVN Medianoche: cultura y espectáculos, conducido por Freddy Stock en 2003. También participó en el programa SQP de Chilevisión, donde hacía un espacio llamado "Portafolio". Luego de trabajar en Viva la mañana (Canal 13), volvió a Chilevisión en 2004, donde en los últimos años ha conducido Maldito amor, y el estelar Primer plano. Además, en 2007 participó en la primera temporada del programa Locos por el baile de Canal 13, donde obtuvo el segundo lugar de la competencia. En la segunda temporada, participó como juez. 
En sus inicios televisivos, Jordi Castell fue un visionario. Fue el primer homosexual en manifestar su orientación y obtener réditos económicos por su confesión. A diferencia de la mayoría de los gais que pueblan la pantalla chica, Castell se sentía orgulloso y esa distinción lo llevó a tener un trabajo estable y con muy buena remuneración.
En 2011 fue Jurado Nacional e Internacional de LII Festival Internacional de la Canción de Viña del Mar. En 2013, participó en un video para la campaña presidencial de Andrés Velasco en la sección "Súmate a Velasco" para Youtube. 
El 7 de octubre y mediante un comunicado oficial de parte de TVN, el fotógrafo se integra el 1 de enero de 2014 a la señal pública, para reforzar el panel de espectáculos y farándula del Buenos días a todos, además de estar en otros espacios. Uno tentativo es el nuevo franjeado de la tarde, Más que 2. En 2015 regresa a Chilevisión, integrándose al panel del programa Maldita moda. En enero de 2016 se une a Canal 13, participando como juez del programa Bailando.

## Vida personal
Se ha declarado públicamente homosexual, destacando como una importante figura en la televisión chilena.

## Filantropía
En 2010 participó en una campaña del Servicio Nacional de la Mujer (Sernam) contra la violencia a las mujeres. En la campaña Castell aparecía en los afiches junto a la frase "maricón es el que maltrata a una mujer", además de en spots de televisión diciendo la misma frase. La campaña fue criticada por algunos organismos que la tildaron de discriminatoria. Al año siguiente participó nuevamente en la campaña del Sernam, la cual utiliza una estrategia similar a la de 2010. Días después del anuncio de la campaña se repartieron unos panfletos en la comuna de Providencia que atacaban al conductor de televisión a través de insultos homofóbicos. Los panfletos fueron criticados por el Movimiento de Integración y Liberación Homosexual (Movilh). En tanto, Jordi Castell en conjunto con el Sernam presentaron una demanda por el delito de amenazas, con el fin de descubrir a los responsables de los panfletos.

## Controversia
En diciembre de 2011 entra en una controversia pública con el imitador Stefan Kramer por la imitación que hace de su persona, específicamente burlándose de su orientación sexual. Amenaza con hacer públicos aspectos desconocidos de la vida de Kramer. Para algunas personas, como la animadora Carola Julio esto sería una forma de extorsión por parte de Castell Anunció públicamente una querella judicial en contra del imitador. Finalmente esta disputa termina con un acuerdo económico y con el posterior compromiso de Kramer a moderar el tono de las imitaciones a Jordi Castell.

## Televisión
| Año           | Programa                           | Rol                      | Canal              |
| ------------- | ---------------------------------- | ------------------------ | ------------------ |
| 2003          | Medianoche: cultura y espectáculos | Comentarista             | TVN                |
| 2003          | SQP                                | Comentarista             | Chilevisión        |
| 2004          | Viva la mañana                     | Comentarista de moda     | Canal 13           |
| 2004          | La movida del Festival             | Opinólogo                | Canal 13           |
| 2004-2005     | Maldito amor                       | Conductor                | Chilevisión        |
| 2005          | Sueños urbano                      | Conductor                | Chilevisión        |
| 2005-2013     | Primer plano                       | Conductor                | Chilevisión        |
| 2006-2007     | Pecados capitales                  | Conductor                | Chilevisión        |
| 2006          | Locos por el baile                 | Participante             | Canal 13           |
| 2007          | Locos por el baile 2               | Juez                     | Canal 13           |
| 2009          | Fiebre de Baile 2 (especial)       | Participante             | Chilevisión        |
| 2009          | Detrás de la pantalla              | Conductor                | Chilevisión        |
| 2010          | SQP                                | Opinólogo                | Chilevisión        |
| 2011-2013     | Gala del Festival de Viña del Mar  | Anfitrión                | Chilevisión        |
| 2011          | LII Festival de Viña del Mar       | Juez                     | Chilevisión        |
| 2011          | Fanáticos por el baile             | Conductor                | Chilevisión        |
| 2012          | Gente como tú                      | Conductor reemplazante   | Chilevisión        |
| 2012-2013     | Diamantes en bruto                 | Conductor                | Chilevisión        |
| 2013          | Baila! Al ritmo de un sueño        | Juez                     | Chilevisión        |
| 2014-2015     | Buenos días a todos                | Coanimador               | TVN                |
| 2014          | Festival de Tierra Amarilla        | Animador                 | TVN                |
| 2014          | Adopta un famoso                   | Participante             | TVN                |
| 2014          | Vive Viña en TVN                   | Opinólogo                | TVN                |
| 2015          | Maldita moda                       | Panelista                | Chilevisión        |
| 2016          | Bailando                           | Juez                     | Canal 13           |
| 2016          | La movida                          | Conductor                | Canal 13           |
| 2017          | La divina comida                   | Participante anfitrión   | Chilevisión        |
| 2017          | Maldita moda                       | Panelista                | Chilevisión        |
| 2018          | Algo personal                      | Conductor / Entevistador | UCV Televisión     |
| 2019-2022     | Resistiré                          | Monitor                  | Mega MTV TV Azteca |
| 2021          | Modo Épico                         | Juez                     | Chilevisión        |
| 2022-presente | Tal Cual                           | Panelista                | TV+                |

## Obras

### Exposiciones
- Estudio al narcisismo (1992)
- Retratos, Palma de Mallorca, España. (1994)
- Fotografías (1997)
- Fotografías (2000)
- En el agua (2001)
- Fotografías (2003)
- Yo mujer (2011)[18]

### Curatoría
- Lente Urbano 1 y 2 de Lucky Strike (2001)
- El otro centro (2003)
- AM (2003)